# Bagarius yarrelli
Bagarius yarrelli е вид лъчеперка от семейство Sisoridae. Видът е почти застрашен от изчезване.

## Разпространение
Разпространен е в Бангладеш, Индия, Китай (Юннан) и Непал.